# Maevia gracilipes
Maevia gracilipes là một loài nhện trong họ Salticidae.
Loài này thuộc chi Maevia. Maevia gracilipes được Władysław Taczanowski miêu tả năm 1878.